# Robert Van Zeebroeck
Robertus Joseph "Robert" Van Zeebroeck, född 31 oktober 1909 i Bryssel, död 1991 i Tranent i Skottland, var en belgisk konståkare som tog ett olympiskt brons i Sankt Moritz 1928 i singelåkning. I paråkning kom han på sjätte plats. Hans medtävlande i par var Josy Van Leberghe.